# Passiflora oblongata
Passiflora oblongata är en passionsblomsväxtart som beskrevs av Olof Swartz. Passiflora oblongata ingår i släktet passionsblommor, och familjen passionsblomsväxter. Inga underarter finns listade i Catalogue of Life.